# Jeroslau Pauliki
Jeroslau Pauliki (Jaguariaíva, 1944) é um empresário brasileiro. Pauliki fundou a varejista Lojas MM, a maior rede varejista do sul do Brasil, pertencente ao Grupo MM.
Jeroslau Pauliki, filho de imigrantes ucranianos, nasceu em Arapoti, região dos Campos Gerais do Paraná. Em 1970 casou-se com Cirlei Pauliki. Pauliki também estudou economia na Universidade Estadual de Ponta Grossa.
Em 1978, Pauliki fundou a Loja MM na cidade de Ponta Grossa. O Mercadão de Móveis expandiu e formou a rede de Lojas MM Mercadomóveis. Atualmente a rede varejista pertence ao Grupo MM, juntamente com mais cinco empresas. O grupo atua nos estados do Paraná, São Paulo, Santa Catarina e Mato Grosso do Sul.
Assumiu a presidência do Instituto Mundo Melhor (IMM) em 2014.
Dentre das muitas homenagens que recebeu, destaca-se o título de cidadão honorário de Ponta Grossa em 2004 e o título de cidadão benemérito do Estado do Paraná em 2007.
Jeroslau Pauliki é pai de Marcio Pauliki, eleito deputado estadual no Paraná em 2014. No campo político é filiado ao Partido Democrático Trabalhista (PDT).